# توا تانگ
توا تانگ (به لاتین: Tủa Thàng) یک منطقهٔ مسکونی در ویتنام است که در استان دین‌بین واقع شده‌است.